# Dirphia spumosa
Dirphia spumosa är en fjärilsart som beskrevs av Vuillot. 1893. Dirphia spumosa ingår i släktet Dirphia och familjen påfågelsspinnare. Inga underarter finns listade i Catalogue of Life.